# Andrenosoma mesoxantha
Andrenosoma mesoxantha là một loài ruồi trong họ Asilidae. Andrenosoma mesoxantha được Wiedemann miêu tả năm 1828. Loài này phân bố ở vùng Tân nhiệt đới.